# Shooto
Der Name Shooto (Ateji aus jap. 修斗 shūto für Kämpfen lernen und engl. shoot) ist eigentlich der Eigenname einer Vale-Tudo-Veranstaltungsserie und Organisation, wird aber heute in Japan als ein eigenständiger Mixed-Martial-Arts-Kampfsport begriffen.

## Kampfklassen
- D-Klasse: Amateur (2 × 2 Min.; Kopf-, Knie- und Schienbeinschutz)
- C-Klasse: Amateur (2 × 3 Min.; Kopf-, Knie- und Schienbeinschutz)
- C+-Klasse: Amateur (2 × 3 Min.)
- B-Klasse: Semi-Pro (2 × 5 Min.)
- A-Klasse: Pro (3 × 5 Min.)

In der D-/C-/C+-Klasse ist jede Art von Schlägen und Tritten am Boden (3-Punkte-Regel = sobald mehr als drei Punkte des Körpers den Boden berühren) verboten. In der D-Klasse sind zusätzlich Kniestöße zum Kopf im Standkampf nicht zugelassen, doch die D-Klasse existiert in Europa praktisch nicht, beinahe alle Kämpfer beginnen ihre Karriere in der C- bzw. C+-Klasse. Die C+-Klasse unterscheidet sich nur dadurch, dass kein Kopf-, Knie- und Schienbeinschutz getragen wird. Regeln und Kampfzeit sind gleich.

## Geschichte
Die Shooto-Organisation wurde 1984 von dem Wrestling-Star Satoru Sayama, genannt die „Tiger-Maske“, ins Leben gerufen. Seit 1986 werden unter dem Markennamen Shooto regelmäßig Mixed-Martial-Arts-Turniere nach einem speziellen Regelwerk abgehalten. Dabei wird in Anfänger, Fortgeschrittene und Profis unterschieden.
Seit 2009 ist Shooto auch in Deutschland als Verband vertreten. Peter Angerer wurde vom Shooto-Europe-Präsident Martijn de Jong damit beauftragt, Shooto als Sport in Deutschland zu verbreiten und Veranstaltungen und Wettkämpfe auszurichten.

## Regeln und Verletzungsschutz
Im Unterschied zum traditionellen Vale Tudo werden beim Shooto vergleichsweise dicke Faustschützer während des Kampfes getragen. Auch sind besonders verletzungsgefährliche Angriffe wie beispielsweise Ellenbogenstöße und Ellenbogenschläge, Tritte und Knie zum Kopf eines am Boden liegenden Gegners, Kopfnüsse (Headbutts), das Angreifen der Augen, der Genitalien, das Beißen und Reißen an den Ohren und der Nase verboten.
Ansonsten sind beim Shooto alle Schlag- und Tritttechniken sowie der Einsatz von Kniestößen und das Würgen und Hebeln des Gegners erlaubt.
Charakteristisch für MMA- bzw. Shooto-Kämpfe ist, dass sich der Kampf sowohl im Stehen als auch auf dem Boden abspielt.
Anders als bei vielen anderen Vale-Tudo-Veranstaltungen gibt es beim Shooto neben der Möglichkeit, den Kampf zu gewinnen, indem man den Gegner durch Hebel- oder Würgetechniken zur Aufgabe zwingt oder ihn per K.O. kampfunfähig macht, auch die Möglichkeit, per Punktentscheidung zu gewinnen. Oft werden Kämpfe auch für unentschieden erklärt.
Da durch die dicken Faustschützer K.O.s schwieriger sind (jedoch immer noch einfacher als beim Boxen), bewegen sich viele Shooto-Kämpfe – insbesondere die leichteren Gewichtsklassen unter 70 kg –, auf einem sehr hohen technischen Niveau.
Seit Ende der 90er Jahre gibt es auch verschiedene Frauen-MMA-Veranstaltungen, auf denen die Kämpferinnen nach dem Shooto-Regelwerk gegeneinander kämpfen.

## Weltmeister
| Gewichtsklasse    | Gewicht                | Meister           | Meister     | Studio             |
| Gewichtsklasse    | Gewicht                | Name              | Land        | Studio             |
| ----------------- | ---------------------- | ----------------- | ----------- | ------------------ |
| Bantamgewicht     | unter 56 kg / 123 Pfd. | Shinichi Kojima   | Japan       | Katsumura Dojo     |
| Federgewicht      | unter 60 kg / 132 Pfd. | Masakatsu Ueda    | Japan       | Parestra Tokyo     |
| Leichtgewicht     | unter 65 kg / 143 Pfd. | Hideki Kadowaki   | Japan       | Wajyutsu Keisyukai |
| Weltergewicht     | unter 70 kg / 154 Pfd. | Takashi Nakakura  | Japan       | Shooto Gym Osaka   |
| Mittelgewicht     | unter 76 kg / 167 Pfd. | Shinya Aoki       | Japan       | Paraestra Tokyo    |
| Halbschwergewicht | unter 83 kg / 183 Pfd. | Siyar Bahadurzada | Niederlande | Golden Glory       |

## Europäische Amateurmeister
| Gewichtsklasse     | Gewicht                 | Meister           | Meister     | Studio        |
| Gewichtsklasse     | Gewicht                 | Name              | Land        | Studio        |
| ------------------ | ----------------------- | ----------------- | ----------- | ------------- |
| Bantamgewicht      | unter 56 kg / 123 Pfd.  | Raby Williams     | Frankreich  | Haute Tension |
| Federgewicht       | unter 60 kg / 132 Pfd.  | Patrick Lengelo   | Belgien     | Chaput        |
| Leichtgewicht      | unter 65 kg / 143 Pfd.  | Jani Ketolainen   | Finnland    | MMA Imatra    |
| Weltergewicht      | unter 70 kg / 154 Pfd.  | Loïc Korval       | Frankreich  | Kordaf        |
| Mittelgewicht      | unter 76 kg / 167 Pfd.  | Antti Toiviainen  | Finnland    | MMA Imatra    |
| Halbschwergewicht  | unter 83 kg / 183 Pfd.  | Volker Dietz      | Deutschland | Sparta Essen  |
| Cruisergewicht     | unter 91 kg / 200 Pfd.  | Max Djumbo        | Frankreich  | BOCAO Team    |
| Schwergewicht      | unter 100 kg / 220 Pfd. | Claude Hermann    | Belgien     | Shihaishinkai |
| Superschwergewicht | ab 100 kg / 220 Pfd.    | Josef Ali Mohamed | Schweden    | Brasa         |

### 2023
| Gewichtsklasse     | Gewichts Limit           | Meister          | Meister     | Studio                     |
| Gewichtsklasse     | Gewichts Limit           | Name             | Land        | Studio                     |
| ------------------ | ------------------------ | ---------------- | ----------- | -------------------------- |
| Federgewicht       | unter 61,2 kg / 132 Pfd. | Fouad Sandbeck   | Dänemark    | Renegade MMA               |
| Leichtgewicht      | unter 65,8 kg / 143 Pfd. | Kai Fröhlich     | Deutschland | Kenan-Akademie Würzburg    |
| Weltergewicht      | unter 70,3 kg / 154 Pfd. | Fabian Ferstl    | Deutschland | Hammers-Team Nürnberg      |
| Mittelgewicht      | unter 77,1 kg / 167 Pfd. | Quentin Herrmann | Frankreich  | Brazilian Jiujitsu Orleans |
| Halbschwergewicht  | unter 83,9 kg / 183 Pfd. | Gela Daisadze    | Georgien    | Samurai Fight Team Academy |
| Cruisergewicht     | unter 93 kg / 200 Pfd.   | Bilal Saliev     | Russland    | Spitfire Gym Berlin        |
| Superschwergewicht | ab 100 kg / 220 Pfd.     | Giuseppe Sarubbo | Italien     | Hammers-Team Nürnberg      |

## Shoot-Boxing und Shootfighting
Aus dem Shooto ist Ende des 20. Jahrhunderts das Shootfighting und das Shoot-Boxing entstanden. Während das Shootfighting dem Shooto sehr ähnlich ist (lediglich das Regelwerk ist anders), so unterscheidet sich das Shootboxing erheblich vom eigentlichen Shooto.
Beim Shootboxing ist alles erlaubt, was auch beim Shooto im Standkampf erlaubt ist. Es darf geschlagen und getreten werden. Auch Hebel- und Würgegriffe sind im Stehen erlaubt. Der Gegner darf zwar auch zu Boden geworfen werden, jedoch gibt es beim Shootboxing keinen Bodenkampf. Gekämpft wird mit Boxhandschuhen. Das Shootboxing ist daher eher als eine Variante des Kickboxen oder Thaiboxen zu bewerten und keine der Mixed Martial Arts.